# Frankie Lymon
Frankie Lymon (* 30. September 1942 in New York City; † 27. Februar 1968 ebenda) war ein Rock-’n’-Roll- und Doo-Wop-Sänger, der vor allem als Frontman der Gruppe The Teenagers bekannt wurde.

## Leben
Lymon arbeitete im New Yorker Stadtteil Harlem in einem Lebensmittelgeschäft, bevor er sich 1956 im Alter von 13 Jahren der Doo-Wop-Band The Premiers anschloss, die sich nur wenig später in The Teenagers umbenannte. Noch im selben Jahr kam der Erfolg mit dem Hit Why Do Fools Fall in Love, der in den USA die Top 10 und in Großbritannien Platz 1 erreichte. Lymon sang auf allen Aufnahmen der Teenagers die Leadstimme in einem klaren Sopran. Doch schon im August des nächsten Jahres trennten sich die Teenagers wieder. Lymon hatte 1960 mit Little Bitty Pretty One noch einen Mini-Hit. 1968 starb er im Alter von 25 Jahren an einer Überdosis Heroin.

## Posthumer Erfolg
1993 wurden Frankie Lymon & the Teenagers in die Rock and Roll Hall of Fame aufgenommen. Über Lymons Leben wurde die Filmbiografie Why Do Fools Fall in Love – Die Wurzeln des Rock’n’Roll aus dem Jahr 1998 mit Larenz Tate, Halle Berry, Vivica A. Fox und Lela Rochon gedreht.

## Diskografie
Quelle: 45cat
- 1957: Goody Goody / Creation Of Love
- 1957: My Girl / So Goes My Love
- 1957: It's Christmas Once Again / Little Girl
- 1958: Thumb Thumb / Footsteps
- 1958: Portable On My Shoulder / Mama Don't Allow It
- 1958: The Only Way To Love / Melinda
- 1959: Up Jumped A Rabbit / No Matter What You've Done
- 1959: Before I Fall Asleep / What A Little Moonlight Can Do
- 1959: Goody Good Girl / I'm Not Too Young To Dream
- 1960: A Little Bitty Pretty One / Creation Of Love
- 1960: Waitin' In School / Buzz Buzz Buzz
- 1960: Jailhouse Rock / Silhouettes
- 1961: Change Partners / So Young (And So In Love)
- 1961: Young / I Put The Bomp (In The Bomp Bomp Bomp)
- 1964: To Each His Own / Teacher, Teacher
- 1964: Sweet And Lovely / Somewhere
- 1968: I Want You To Be My Girl / Portable On My Shoulder

### EPs
- 1957: Let's Fall in Love / My Baby Just Cares for Me / Goody Goody / Somebody Loves Me